# Rio Água Bombaim
O Rio Água Bombaim é um curso de água de São Tomé e Príncipe, localizado no distrito de Lembá, ilha de São Tomé. Este curso de água é afluente do Rio Abade.